# Tokudaiji Kimikiyo
Tokudaiji Kimikiyo  (徳大寺公清, [[[1312]] - 1360] Erro: {{japonês}}: texto da transliteração contém caractere não latino (pos 19) (ajuda)), também conhecido como Fujiwara no Kimikiyo , foi um nobre do final do Período Kamakura e início do Período Nanboku-chō da história do Japão,  foi líder do Ramo Tokudaiji do Clã Fujiwara. 

## Vida
Kimikiyo era filho de Sanetaka.
Em 1328 foi nomeado Chūnagon, em 1338 é promovido para Dainagon e em 1347 para Naidaijin cargo que permanece até sua morte em 1360.
| Precedido por Tokudaiji Sanetaka | -- 8º Líder dos Tokudaiji Fujiwara | Sucedido por Tokudaiji Sanetoki |